# Helina vicina
Helina vicina este o specie de muște din genul Helina, familia Muscidae. A fost descrisă pentru prima dată de Leander Czerny în anul 1900. Conform Catalogue of Life specia Helina vicina nu are subspecii cunoscute.